# San Isidro, Chihuahua
San Isidro är en ort i Mexiko.   Den ligger i kommunen Chihuahua och delstaten Chihuahua, i den nordvästra delen av landet, 1 300 km nordväst om huvudstaden Mexico City. San Isidro ligger 1 561 meter över havet och antalet invånare är 952.
Terrängen runt San Isidro är platt västerut, men österut är den kuperad. Runt San Isidro är det ganska tätbefolkat, med 54 invånare per kvadratkilometer. San Isidro är det största samhället i trakten. Omgivningarna runt San Isidro är i huvudsak ett öppet busklandskap.